# CYBERNET
CYBERNETとは、サイバネティックス（Cybernetics）の "CYBER" と Telephone Network の“NET”を合わせた造語。1970年代初頭から1990年にかけて、米国CDC社（Control Data Corporation）が世界規模で推進していた、コンピュータ遠隔利用サービス（Remote Computing Service）の登録商標。
米国CDC社は当時スーパーコンピュータの製造、販売でのパイオニアで有名であった、俗に言うBUNCHIの一社。後にCray Research社を設立する事になる、高名なコンピュータ開発者であるCeymour Crayが1964年に開発した世界初の商用スーパーコンピュータであるCDC 6600は特に有名。1970年代になるとCDC社はCyberシリーズとしてスーパーコンピュータの販売を行った。
1970年代は、コンピュータはまだまだ高額であり、大きな企業、大きな組織でしか所有することができなかった。そのため、コンピュータを時間貸する計算センターを運営する会社が多くあった。多くの計算センターが、仕事を持ち込んでのバッチ処理型であるのに比べ、CDCのCYBERNETの特徴は、タイム・シェアリング・サービスを提供した事にある。センターにはCDC Cyber170を始めとしたスーパーコンピュータを用意し、ユーザーは音響カプラを使い通常の電話回線で、自分の端末機器から居ながらにして利用できた。
CDCのCyberマシーンを電話網（Telephone NETwork）を使って利用するサービスから“CYBERNET”という言葉が生まれた。
現在はインターネットが普及し、誰でもが自宅から電話回線を利用してコンピュータを利用できるが、アナログ電話網しかない当時、CRBERNETのサービスは画期的であった。また、CYBERNETのサービスは、主に、科学技術計算ソフトを中心に、NASTRAN、ANSYSを始めとして200種類以上の当時世の中にあるほとんどの商用ソフトを提供していた。
日本では、米国CDC社（Control Data Corporation）の日本法人である日本シー・ディー・シー（株）（CDC Japan Co., LTD）が1980年にCYBERNET事業を開始した。1985年に日本シー・ディー・シー（株）はCYBERNET事業を分離独立させ、サイバネットシステム（株）（Cybernet Systems Co., Ltd.）を設立し譲渡した。サイバネットシステム株式会社はCAE（Computer Aided Engineering）の専門会社として国内唯一の上場企業であった。
Cyber又はサイバーは、米国CDC社が1970年に商品ブランドとして使用したことが始まり。国内では、1990年代に電脳空間などと言われたこともあったが、現在はコンピュータ関連の言葉として一般的になっている。今では国内にも、Cyber又はサイバーを冠にした会社が数多くあるが、サイバネットシステム株式会社がコンピュータ業界で、日本で初めてCyberを名乗った会社である。